# Weißbuch von 1939

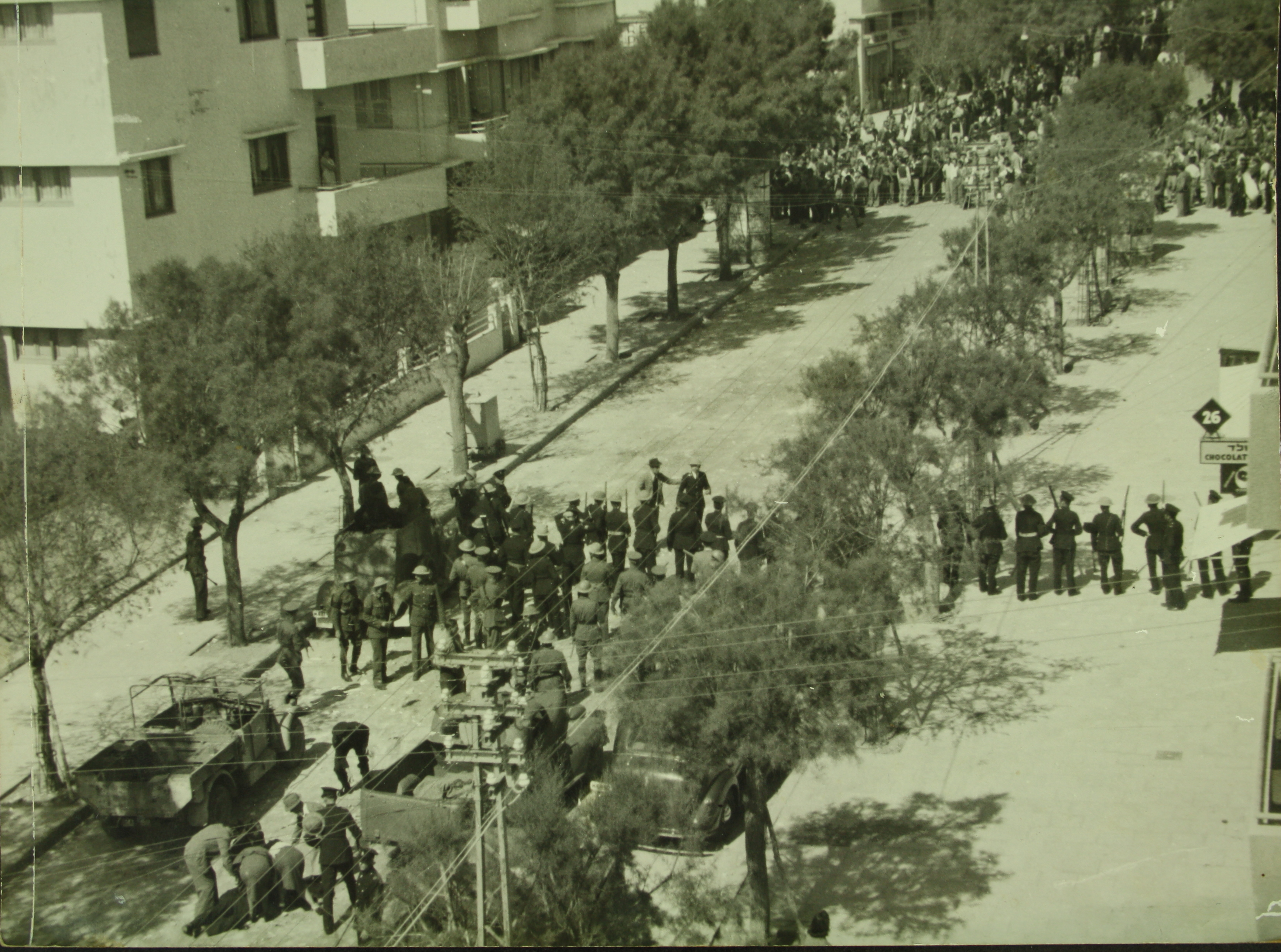
Jüdische Demonstranten nähern sich einer Polizeisperre, Tel Aviv 1939, Bild aus der Sammlung der Jüdischen National- und Universitätsbibliothek.

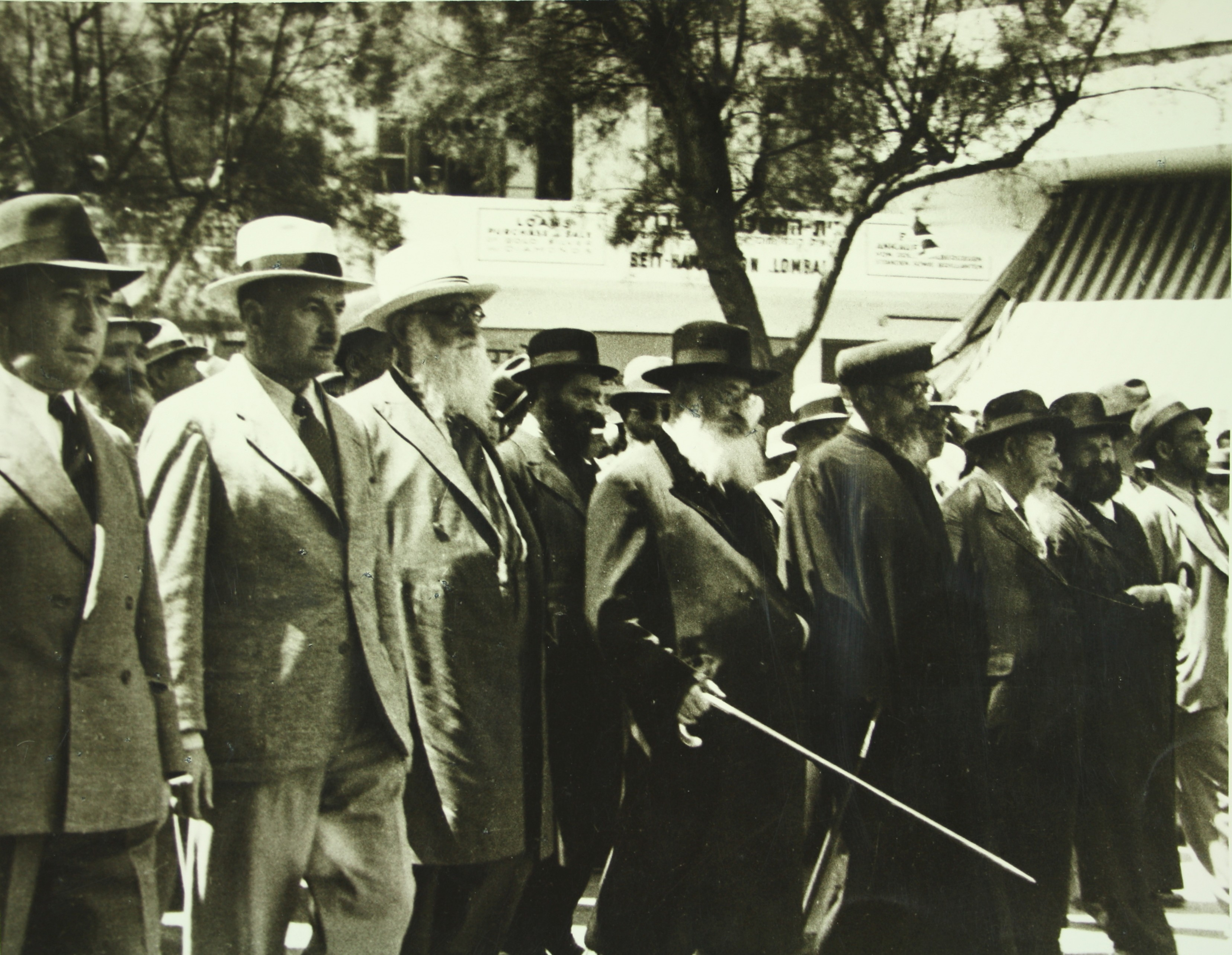
Jüdische Demonstration gegen das White Paper in Tel Aviv, 1939, Bild aus der Sammlung der Jüdischen National- und Universitätsbibliothek.

Das Weißbuch von 1939 (engl. White Paper of 1939) oder MacDonald-Weißbuch vom 17. Mai 1939 war eine von der britischen Regierung verfolgte Politik, die die Idee einer Teilung des britischen Mandats über Palästina zugunsten einer gemeinsamen jüdisch-arabischen Selbstregierung aufgab. Das Weißbuch von 1939 trägt seinen Namen in Abgrenzung zum Weißbuch von 1922, dem sogenannten Churchill-Weißbuch, und dem Weißbuch von 1930, dem Passfield-Weißbuch.

## Entstehung und Ziele
Durch den Arabischen Aufstand in Palästina (1936–1939) entstand für Großbritannien Handlungsdruck. Im Januar 1938 wurde die Woodhead-Kommission eingerichtet, die Wege zur Durchsetzung der Vorschläge der Peel-Kommission finden sollte. Ihr Bericht wurde am 9. November 1938 veröffentlicht, als die Novemberpogrome im Deutschen Reich auf ihrem Höhepunkt waren. Die Teilungsidee wurde aufrechterhalten, doch wurde die vorgeschlagene Fläche des jüdischen Staates wesentlich kleiner bemessen und auf den Küstenabschnitt beschränkt. Im Februar 1939 wurde die St.-James-Konferenz (auch bekannt als die Konferenz des runden Tisches) nach London einberufen. Die Konferenz endete am 17. März, ohne dass ein Fortschritt erzielt werden konnte.
Das Weißbuch wurde am 17. Mai 1939 veröffentlicht und am 22.–23. Mai 1939 im britischen Unterhaus debattiert und mit 89 Stimmen verabschiedet. Gegner waren Herbert Morrison und Winston Churchill. Es war weniger beeinflusst von der Lage der Juden in Europa als vielmehr von dem Versuch, als Gegengewicht zur deutschfreundlichen Politik von Mohammed Amin al-Husseini die Araber vor dem heraufziehenden Zweiten Weltkrieg auf die britische Seite zu ziehen. Außerdem wurde es unter dem Druck der vorangegangenen arabischen Aufstände veröffentlicht. Großbritannien wollte vermeiden, große Truppenbestände zur Niederschlagung allfälliger weiterer Aufstände im Land behalten zu müssen, hatte doch die Aufstandsbekämpfung ein Kontingent von 20.000 britischen Soldaten erfordert. Das Weißbuch forderte die Errichtung eines gemeinsamen Staates in Palästina innerhalb der nächsten zehn Jahre.

## Auszug
Ein Auszug des Weißbuchs in einer deutschen Übersetzung:

„I/4: Die Regierung Seiner Majestät verkündet jetzt unzweideutig, dass es nicht ihre Politik ist, aus Palästina einen jüdischen Staat werden zu lassen. […]
I/10/1: Das Ziel der Regierung seiner Majestät ist die Errichtung eines unabhängigen Palästina-Staates innerhalb von zehn Jahren, der Vertragsbeziehungen mit dem Vereinigten Königreich in der Weise hat, dass die wirtschaftlichen und strategischen Interessen beider Länder berücksichtigt werden.
I/10/2: In dem unabhängigen Staat sollen Araber und Juden gemeinsam in der Weise regieren, dass die wesentlichen Interessen jeder Gemeinschaft gesichert sind. […]
II/13/1: Die jüdische Einwanderung wird in den nächsten fünf Jahren so geregelt, dass die Zahl der jüdischen Einwanderer ungefähr ein Drittel der Gesamtbevölkerung des Landes erreicht - vorausgesetzt, die wirtschaftliche Aufnahmefähigkeit des Landes erlaubt dies […] Vom April dieses Jahres an werden innerhalb der nächsten fünf Jahre 75000 Einwanderer zugelassen. […]
II/13/3: Nach fünf Jahren wird keine jüdische Einwanderung mehr gestattet, es sei denn, die Araber Palästinas wären hierzu bereit.
II/13/4: Die Regierung Seiner Majestät ist entschlossen, die illegale Einwanderung zu verhindern. […]
III/16: Der Hochkommissar für Palästina und Transjordanien erhält Vollmachten, den Landverkauf zu verbieten und zu steuern.“

## Umsetzung
Obwohl das Weißbuch erklärte, es sei der Balfour-Deklaration verpflichtet, schränkte es sowohl die jüdische Einwanderung nach Palästina, als auch die Möglichkeit, dort Land zu kaufen, substantiell ein. Das Weißbuch sah einen fünfjährigen Zeitraum vor, in dem die Einwanderung von 75.000 Juden (10.000 pro Jahr und 25.000 Flüchtlinge zusätzlich) gestattet sein sollte. Die Zahl entsprach nach britischem Verständnis der Aufnahmefähigkeit, „absorptive capacity“, von Palästina. Danach sollte der weitere Zuzug nur mit arabischer Zustimmung gestattet werden. Verglichen mit dem status quo war es eine außerordentliche Niederlage für die jüdische Seite, die es als Verrat an der Balfour-Deklaration, dem britischen Versprechen der Errichtung einer jüdischen Heimstätte in Palästina, ansah. Husseini lehnte das Weißbuch ab, da er seine Forderung nach sofortiger Unabhängigkeit nicht erfüllt sah. Von den meisten anderen arabisch-palästinensischen Politikern wurde es als Teilerfolg gewertet.
Das Weißbuch bestimmte die britische Politik in Palästina bis 1947, als die Briten klarmachten, dass sie ihr Palästinamandat aufzugeben wünschten. Der spätere Premierminister Sir Winston Churchill lehnte das Weißbuch ab. Er nahm es offiziell nicht zurück, billigte jedoch Abweichungen von der darin vorgeschriebenen Politik. Vor dem Hintergrund des Holocaust griff die britische Regierung die Teilung des Landes in internen Diskussionen wieder auf.